# Magi
Magi eller trolldom är en verklighetsuppfattning grundad i övertygelsen om att människan kan påverka den fysiska världen genom kontakt med övernaturliga makter. De som ägnar sig åt magi kallas magiker (efter persiskans magus), trollkarlar eller häxor. Magi handlar enligt moderna magiker om att med "tankens kraft" uppnå vissa mål.

## Etymologi
Ordet "magi" kommer från senlatinets magica (< lat. magice < grek. μαγικη (magikē), adj. till μάγος (mágos) < fpers. maguš (möjl. "makthavare", till roten i makt och mekanik), medlem av det zoroastriska prästerskapet magerna).

## Magi och vetenskap
Eftersom magin blandar samman den fysiska och den andliga världen och menar att dessa två på något vis skulle kunna påverka varandra materiellt, betraktas magi numera som en pseudovetenskap.

## Magins historia
Inom naturreligioner intog magin en central plats, exempelvis i samernas religion eller asatron. Under medeltiden var magin en viktig ingrediens i alkemin. Inom nyandligheten, som New Age, har magin fått ett uppsving. Den äldsta bevarade skriften om trollkarlar och magi återfinns i Westcar-papyrusen.

## Magiska redskap
Magiker utövar ofta magi med hjälp av olika redskap som, trollspön och trollformler.

## Typer av magi

### Dualistisk magi
Det finns i det västerländska kulturarvet två former av magi: vit och svart magi. Vit magi handlar om att besvärja och kommunicera med goda andeväsenden för att skydda någon, t.ex. genom att använda kraften i en guds namn. Svart magi handlar om att besvärja onda andeväsen för destruktiva och skadliga syften.
Uppdelningen i svart och vit magi har kritiserats, bland annat för att gränsen mellan de båda är svår att upprätthålla och att de olika typerna av magi ofta kan ha utförts av en och samma person.

### Spådomskonst
Det finns många former av spådomskonst, exempelvis astrologi och tarotläsning.

### Svartkonst
Svartkonst är den typ av magi som syftar till att skada människor eller egendom och som historiskt varit förbjuden av myndigheter och i den kristna kyrkan. Svartkonst gjordes till ett brott i Sverige 1734, något som avkriminaliserades 1799.

## Magi inom litteraturen
Magi förekommer flitigt inom vissa litterära genrer och kan närmast ses som ett kännetecken på fantasy. Den förekommer även flitigt i sagor, i många mytologiska berättelser och i så kallad magisk realism.